# Johann Lucas von Hildebrandt
Johann Lucas von Hildebrandt (14. listopadu 1668, Janov – 16. listopadu 1745, Vídeň) byl rakouský architekt, jenž navrhl mnoho majestátních staveb a kostelů. Jeho nejvýznamnějším dílem je Belveder ve Vídni, který postavil pro prince Evžena Savojského.

## Životopis
Byl synem italské matky a německého otce. Studoval civilní a vojenské stavitelství v Římě a vojenské stavitelství v Piemontu. Věhlas získal ve Vídni kde pracoval pro mnoho šlechtických rodů, například pro Dauny, Harrachy, Schönborny a Starhembergy a pro prince Evžena Savojského, do jehož služeb vstoupil jako pevnostní architekt a vystavěl pro něj např. palác Belveder, Zimní palác na Himmelpfortgasse ve Vídni či venkovský zámek Hof.
Mezi lety 1713 a 1716 pracoval pro velkou a mocnou rodinu Kinských na její rezidenci, Daunském paláci ve Vídni. Od roku 1723 byl generálním inspektorem císařských staveb. Obě jeho nejznámější stavby, Horní Belvedér (1721–1722) i Dolní Belvedér (1714–1716) byly zadány také Evženem Savojským.
J. L. Hildebrandt byl všestranně nadaný architekt. Do střední Evropy přenesl dynamické baroko ovlivněné F. Borrominim a G. Guarinim, které však osobitě dotvořil, zejména originálním architektonickým článkováním. Jeho významnými patrony byla rodina Schönbornů, pro niž postavil řadu rezidenčních staveb (letohrádek v Landongasse ve Vídni, 1706–1717; zámek Göllersdorf, 1710–1717). Dále se podílel například na stavbě zámku Weissenstein v obci Pommersfelden. V zámecké architektuře rozvinul francouzské podněty a jeho stavby se staly vzorem pro středoevropskou architekturu.
Více než 30 let působil jako domácí stavitel hraběcí rodiny Harrachů, pro niž postavil např. zahradní palác na Ungargasse ve Vídni, významným způsobem přebudoval letní arcibiskupskou rezidenci Mirabell v Salcburku nebo hlavní venkovské sídlo v Brucku an der Leitha.
Mezi několik nemnoho staveb tohoto vynikajícího architekta na panství hrabat Harrachů na Moravě na Novojičínsku náleží zámek v Kuníně a fara v Suchdole nad Odrou.

## Dílo
- městský palác Daun-Kinských ve Vídni (1713–1716)
- přestavba kláštera Göttweig po požáru (od 1719)
- Harrachovský palác ve Vídni
- přestavba rezidence ve Würzburgu (společně s J. B. Neumannem)
- přestavba Hofburgu ve Vídni (dokončeno J. B. Fischerem z Erlachu).
- letní rezidence Evžena Savojského Belveder ve Vídni – Horní Belveder (1721–1723) a Dolní Belveder (1714–1716)
- zámek Weissenstein v Pommersfeldenu
- zámek Mirabell v Salcburku
- zámek v Bruck an der Leitha
- bazilika sv. Vavřince a sv. Zdislavy v Jablonném v Podještědí (1699–1702)
- piaristický kostel Maria Treu ve Vídni (po 1699)
- Schwarzenberský palác ve Vídni (původně Mansfeldský, stavěn od 1697, v letech 1720–1723 dokončen J. B. Fischerem z Erlachu)
- kostel sv. Petra ve Vídni (1702)
- dohlížel na výstavbu klášterního kapucínského kostela a především loretánské kaple v Rumburku (1704–1709)
- návrh fasády zámku v Jaroměřicích nad Rokytnou (asi 1718).
- projekt pro hraběnku Marí Eleonoru Harrachovou (1705–1757), rozenou princeznu z Liechtensteinu, na její zámek v Kuníně u Nového Jičína (1726–1734)
- Přestavba zámku v Odrách (nedaleko Kunína) z renesančního na barokní roku 1730, přestavba probíhala 1730–1736.[2]
- návrh fary na harrachovském panství v Suchdole nad Odrou (kolem 1734)

## Galerie

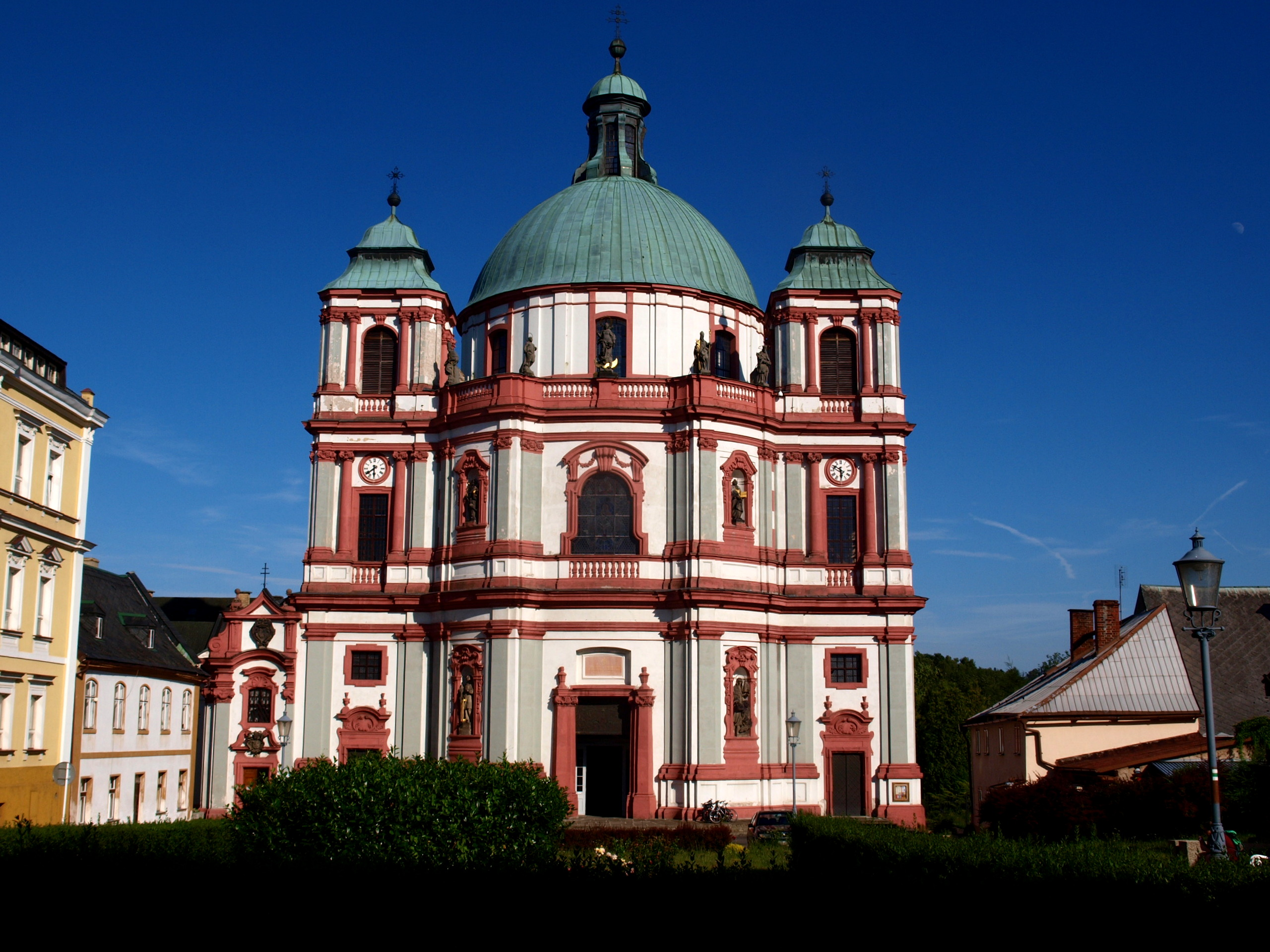
Bazilika svatého Vavřince a svaté Zdislavy (1699–1702)
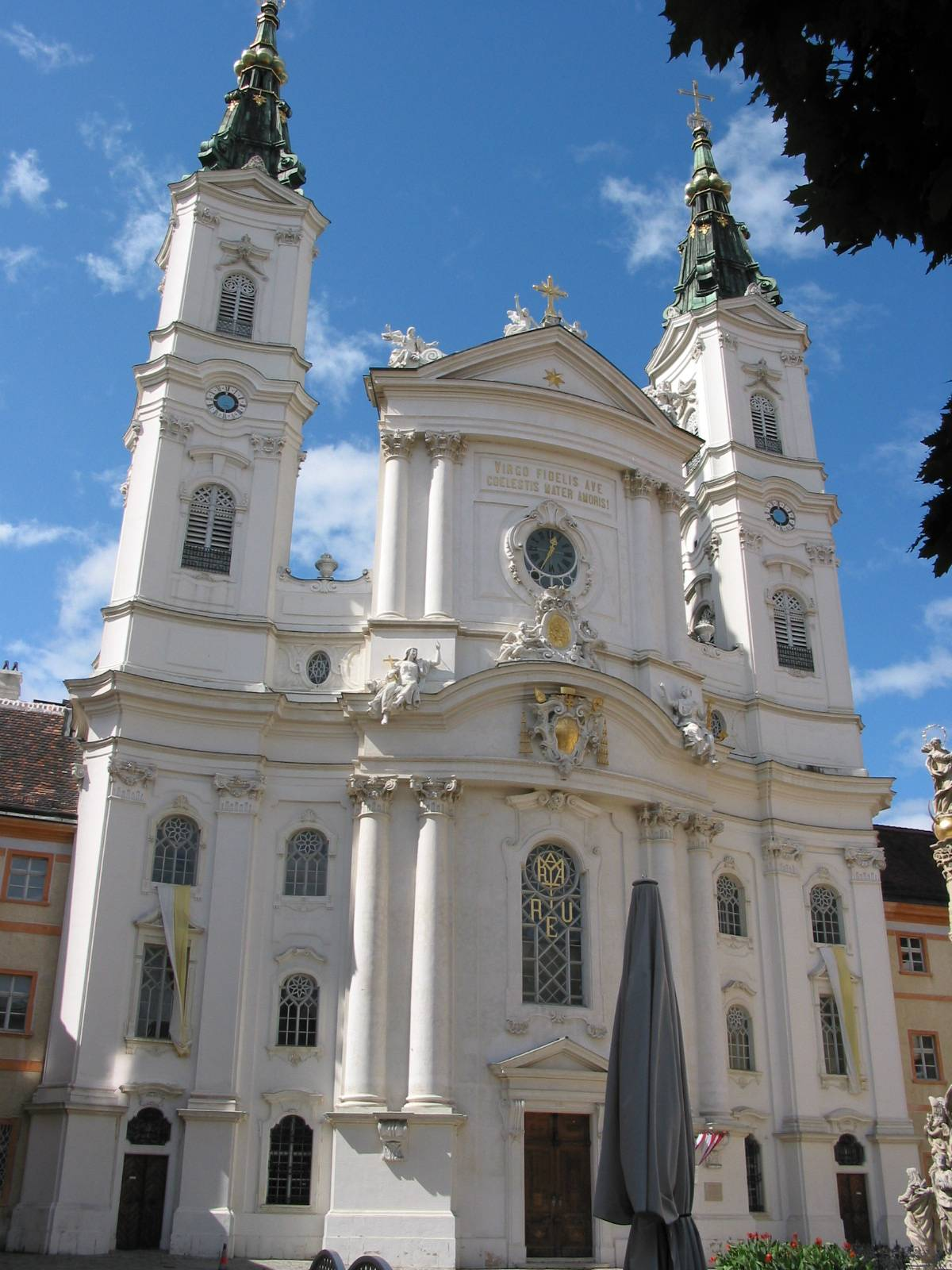
Piaristický kostel Maria Treu (po 1699–1716)
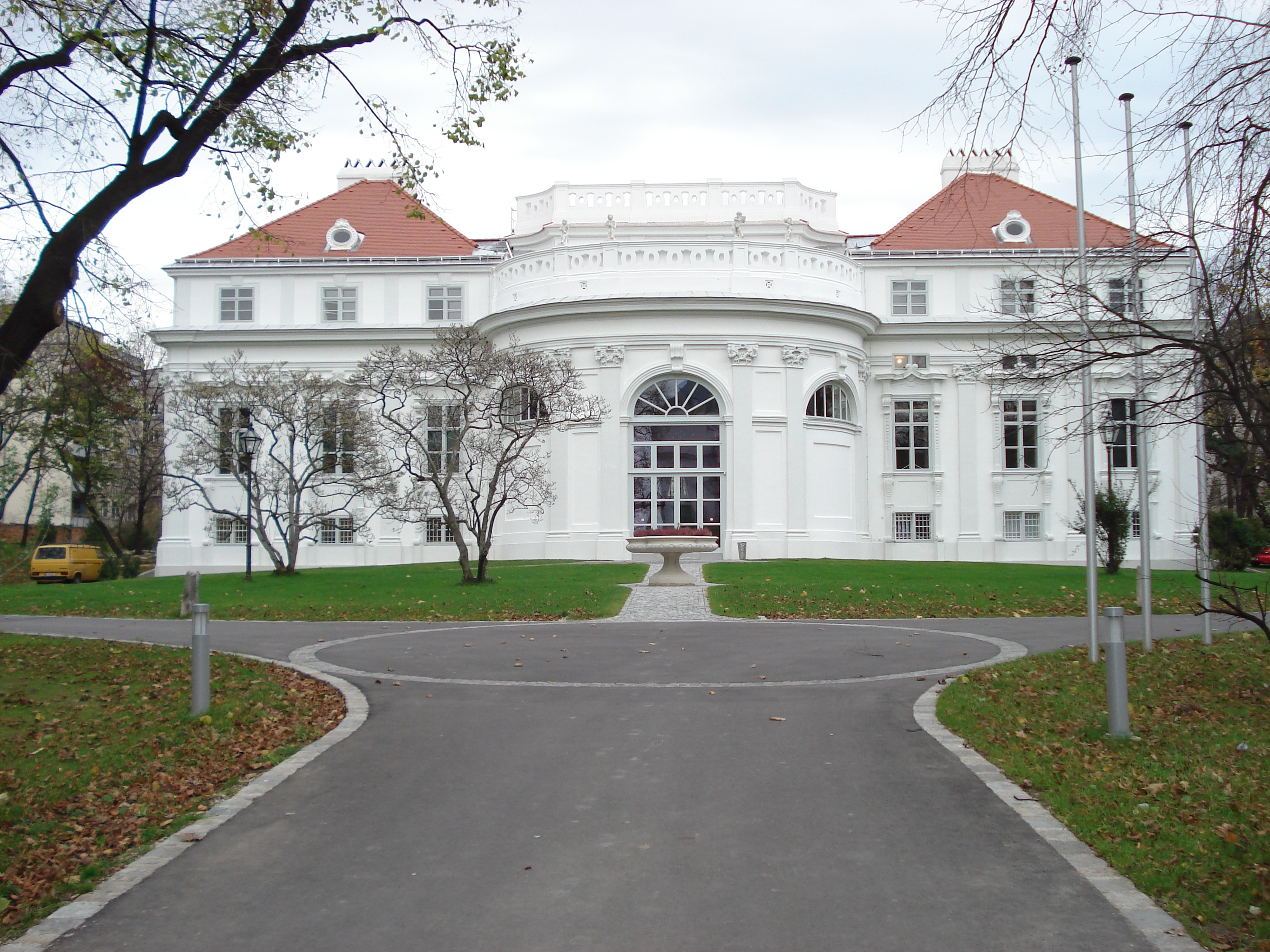
Palác Schönburgů (1700–1706)
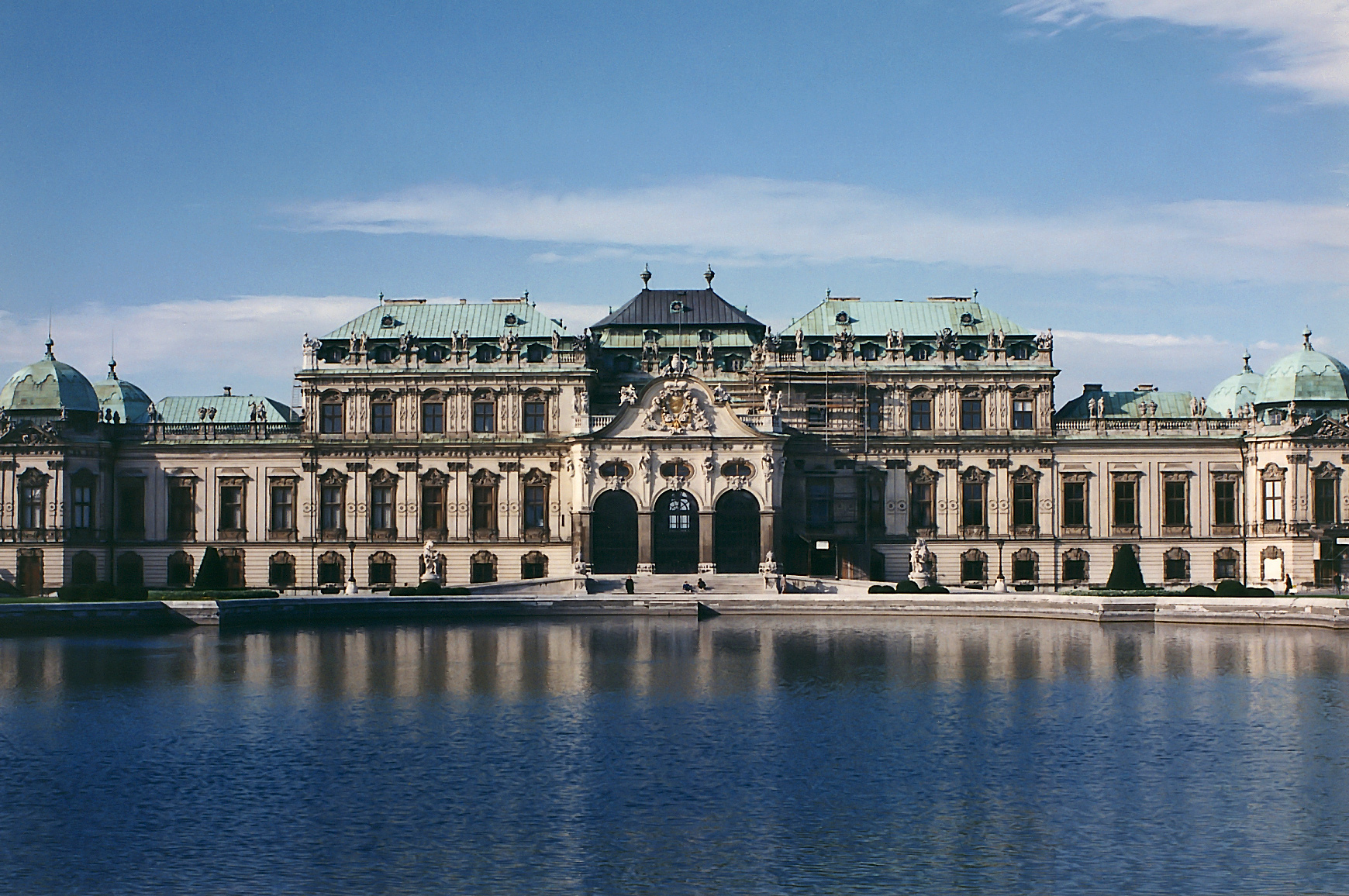
Horní Belveder (1721–1723)
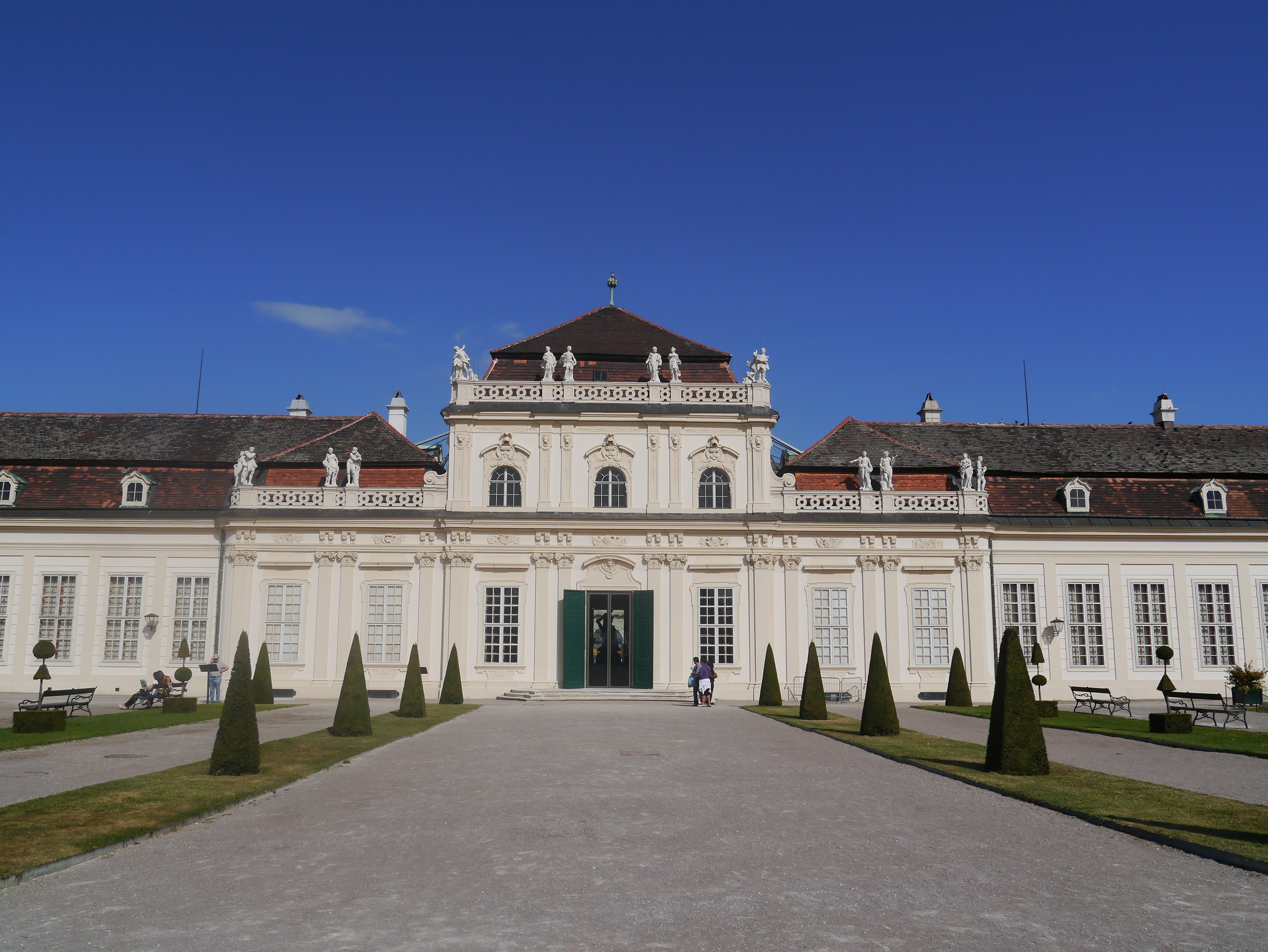
Dolní Belveder (1714–1716)
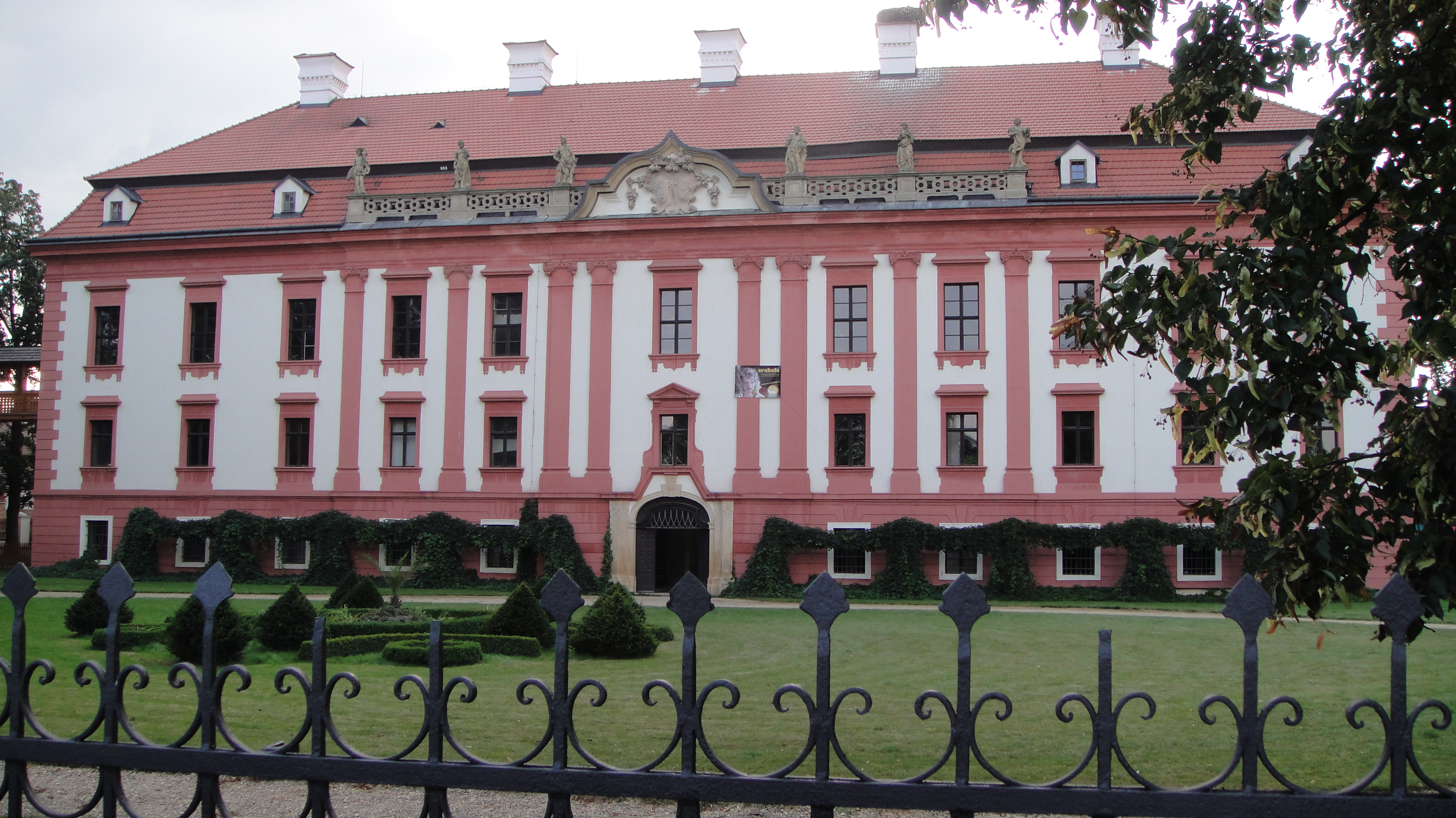
Zámek Kunín (1726–1734)
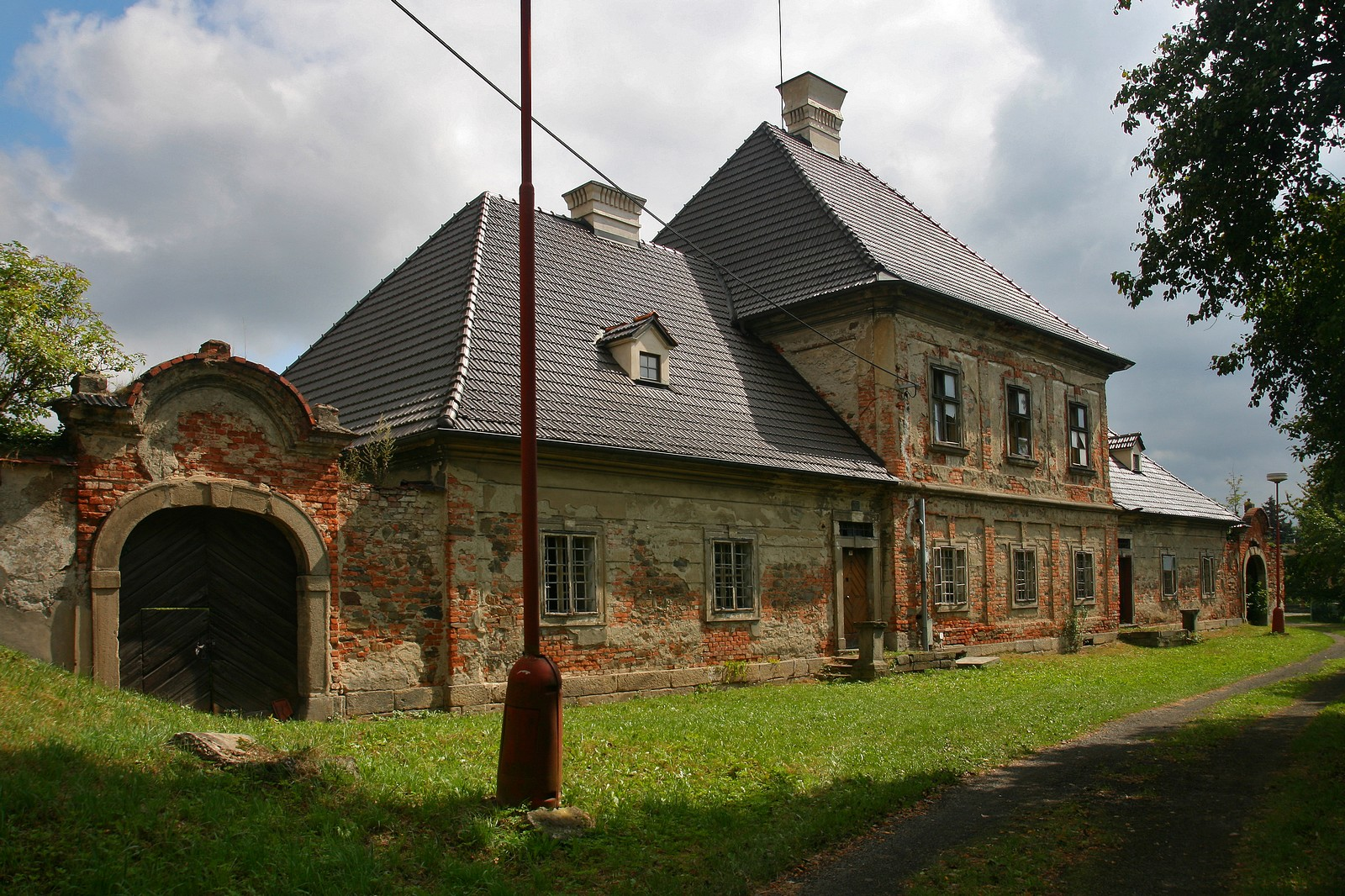
Fara v Suchdole nad Odrou (1730)
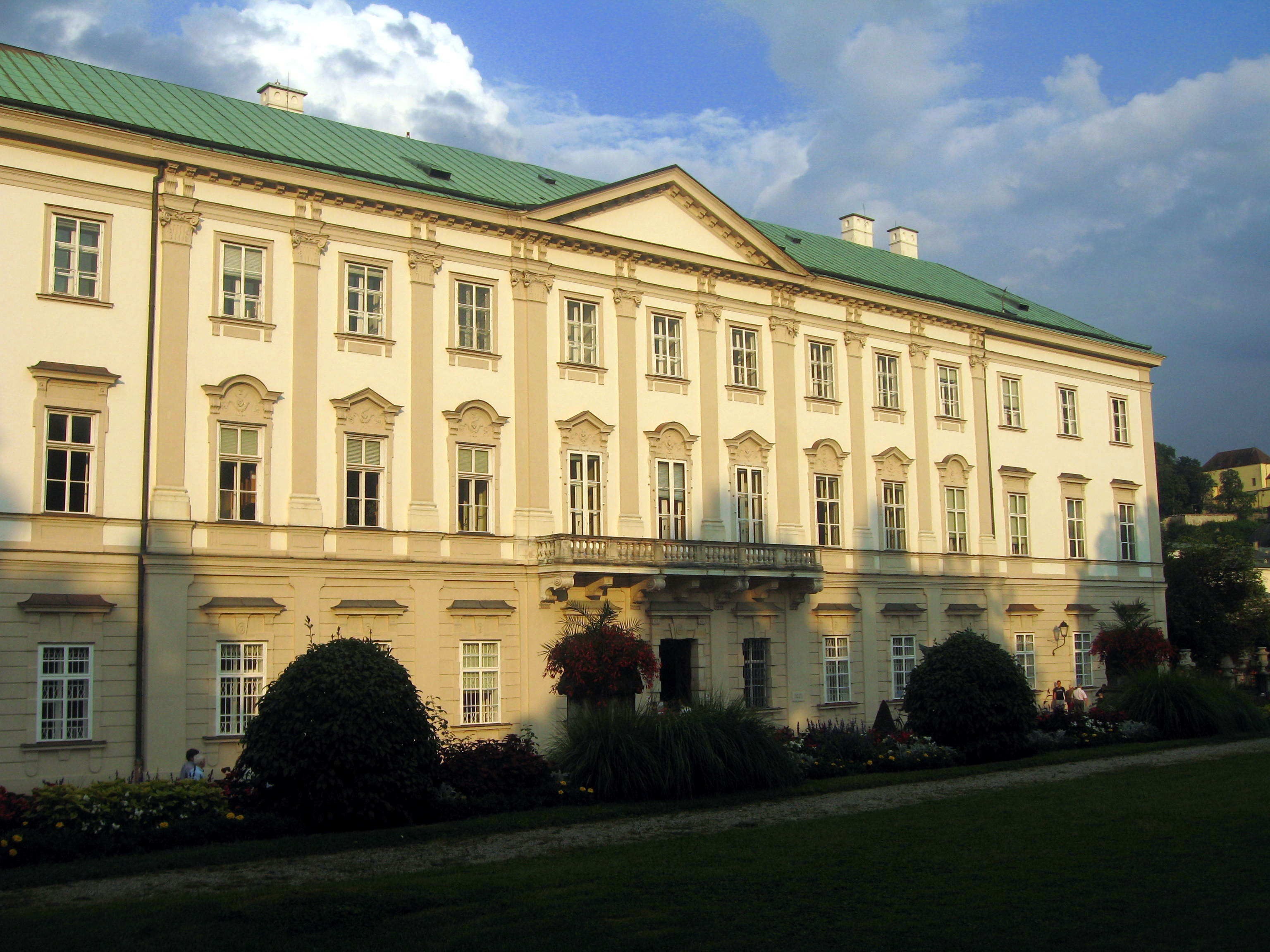
Palác Mirabell v Salcburku